# Kulceratops kulensis
Kulceratops kulensis es la única especie conocida del género extinto Kulceratops de dinosaurio ornistisquio ceratopsiano que vivió a mediados del a mediados del periodo Cretácico, hace aproximadamente 100 millones de años durante el Albiense, en lo que es hoy Asia. Encontrado concretamente de la última etapa albiense, en la cual era uno de los pocos representantes conocidos del infraorden Ceratopsia. Los fósiles de individuos de este género son escasos, sólo se le atribuyen fragmentos fragmentos de mandíbula y dientes encontrados en Asia central. Su especie tipo es K. kulensis, que fue descrito por primera vez por Nessov en 1995. La especie tipo es Kulceratops kulensis. Tanto el nombre del género como el nombre específico se derivan de la Formación Khodzhakul, kul significa "lago" en uzbeko. Sus fósiles fueron encontrados en Uzbekistán, Asia central . El holotipo , CCMGE  495/12457, fue descubierto en 1914 por el geólogo Andrei Dmitrievich Arkhangelsky. Consiste en un maxilar izquierdo , del cual el extremo frontal se ha roto. Kulceratops pertenecían a la Ceratopsia, un grupo de dinosaurios herbívoros con pico como loro que prosperaron en Norteamérica y Asia durante el período cretáceo. Como Kulceratops es el neoceratopsiano más antiguo conocido, Nesov lo asignó  a la familia Archaeoceratopsidae. Los trabajadores posteriores lo consideraron un miembro de Protoceratopsidae o al menos un miembro basal de Neoceratopia. Debido a la escasez de los restos, se considera un nomen dubium. De hecho, todos los ceratópsidos se extinguieron tras este periodo. Kulceratops, herbívoro como todos los ceratópsidos, debió de alimentarse de la flora cretácica predominante, que constaba de helechos, cicas y coníferas. De este modo, su pico pudo ayudarles a extraer las hojas o acículas de dicha vegetación.